# Тиснява на стадіоні в Лімі
Тиснява на стадіоні в Лімі (ісп. Tragedia del Estadio Nacional del Perú) - Сталася на стадіоні в Лімі під час футбольного матчу Перу-Аргентина 24 травня 1964 року понад 300 людей постраждало. Тиснява сталася в столиці Перу Лімі в кінці матчу. Грали в рамках відбіркового турніру до XVIII літніх Олімпійських ігор.
Суддя спочатку зарахував, а потім скасував гол у ворота збірної Аргентини на останніх хвилинах матчу. На стадіоні серед уболівальників збірної Перу в результаті заворушень й непрофесійних дій поліції виникла тиснява. Загинуло 328 і постраждало близько 4 тис. осіб. Це найбільша за кількістю загиблих на стадіонах трагедія в історії футболу.
Поліція застосувала сльозогінний газ на північній трибуні, щоб налякати натовп. Це викликало паніку. Ворота були закриті. Глядачі, що рухалися по закритих сходах, тиснули тих, хто був біля закритих воріт. Люди помирали від внутрішньої кровотечі або асфіксії. Ворота згодом виламали. 